# Jacques Goorma
Jacques Goorma (né le 2 août 1950 à Bruxelles) est un poète franco-belge.

## Biographie
Jacques Goorma, docteur es Lettres,  a été directeur-adjoint du Théâtre du Maillon à Strasbourg, directeur artistique de Festival Voix et Route Romane, chargé de mission pour la poésie à la ville de Strasbourg et initiateur des Poétiques de Strasbourg. Secrétaire Général de l'Association Capitale Européenne des Littératures (EUROBABEL)  il a publié une quinzaine  de recueils aux Éditions Fagne, Rougerie, Les Lieux-Dits, Le Drapier et aux Éditions Arfuyen. 
Il a également touché à différents pôles à travers des textes en revue, des études critiques, du théâtre, des lectures, conférences, émissions de radio (France Culture). Il est responsable de l'édition de l'œuvre de Saint-Pol-Roux chez Rougerie et Gallimard et directeur de collection aux Éditions Les Lieux-Dits. Engagé dans la lutte contre l'illettrisme, il a présidé le Jury du Concours Plaisir d’Écrire et animé des ateliers de poésie dans les prisons. 

### Poésie
- Peau-pierre, Henry Fagne, Bruxelles, 1975
- Réveil, Henry Fagne, Bruxelles, 1978
- Lucine, Rougerie, Mortemart, 1984
- Nue, Rougerie, Mortemart, 1987
- Signes de vie, Eaux-fortes de Germain Roesz, Les Lieux Dits, Strasbourg, 1994
- Lux Claustri, Gravures de Sylvie Villaume, 400e anniversaire de Jacques Callot, Nancy 1994
- Orage, Rougerie, 1994 (Prix de L'Académie des Marches de l'Est)
- Papier à fleurs, Livre d'artiste avec Sylvie Villaume, 1997
- La chambre aux nuages, Les Lieux-Dits, Strasbourg 1997
- À, Le Drapier, Strasbourg, 1999 (Prix de la Société des Écrivains d'Alsace, de Lorraine et du Territoire de Belfort)
- Lucide silence, Les Lieux-Dits, Strasbourg, 2000
- Parfois, livre CD, Le Drapier, Strasbourg, 2002 et revue Conférence n°37, 2013
- Le vol du loriot, Éditions Arfuyen, Paris-Orbey, 2005
- Carnet d'éclairs, dessins de Germain Roesz, Lieux-Dits, Strasbourg, 2006
- Le Séjour, Éditions Arfuyen, Paris-Orbey, 2009
- Irrésistible, Les Lieux-Dits, Strasbourg, 2015
- Tentatives, Les Lieux-Dits, Strasbourg, 2017
- À, Hommages, adresses, dédicaces, Éditions Arfuyen, Paris-Orbey, 2017 - (Prix François Coppée de l'Académie Française 2018 http://www.academie-francaise.fr/jacques-goorma)
- Propositions, Les Lieux-Dits, Strasbourg, 2020
- Lucarnes, Éditions Arfuyen, Paris-Orbey, 2024

### Études critiques
- La Poétique de Saint-Pol-Roux, Université de Strasbourg, 1982 (Plume d'or de la ville de Genève)
- Monodrames de Saint-Pol-Roux, vol. I et II, postface de Jacques Goorma, Rougerie, 1984
- Tablettes de Saint-Pol-Roux, Édition établie par J. Goorma et Alistair Whyte, préface Jacques Goorma, Rougerie, 1986
- Idéoréalités de Saint-Pol-Roux, Édition établie par Jacques Goorma et Alistair Whyte, préface de Jacques Goorma, Rougerie, 1987
- Responsable du numéro consacré à Saint-Pol-Roux, Revue EUROPE, 1988
- Responsable de la réédition du Saint-Pol-Roux, collection Poètes d'aujourd'hui, préface de Jacques Goorma, Seghers (Robert Laffont), 1989
- Glorifications de Saint-Pol-Roux, Édition établie par Jacques Goorma et Alistair Whyte, préface de Jacques Goorma, Rougerie, 1992
- Vendanges de Saint-Pol-Roux, postface de Jacques Goorma et Alistair Whyte, Rougerie, 1993
- La Besace du solitaire de Saint-Pol-Roux, Édition établie et présentée par Jacques Goorma et Alistair Whyte, Rougerie, 2000
- La Rose et les épines du chemin de Saint-Pol-Roux, Édition établie, présentée et annotée par Jacques Goorma, Collection Poésie, Gallimard, 1997
- Ainsi parlait Saint-Pol-Roux, Dits et maximes de vie choisis et présentés par Jacques Goorma, Arfuyen, 2022

### Autre
- Weepers Circus, N'importe où, hors du monde (2011). Il s'agit d'un livre-disque dans lequel participe une quarantaine d'invités aux titres d'auteurs ou d'interprètes: Jacques Goorma y signe un texte inédit (non mis en musique) consacré à sa propre interprétation de ce titre énigmatique de "N'importe où, hors du monde".

## Théâtre
Auteur
- 1983 : Stanislas l'enchanteur, mise en scène Bernard Jenny, Semaine du Théâtre, Le Maillon Strasbourg
- 1984 : Sila, princesse de Mélimélonie, mise en scène Bernard Jenny, Le Maillon Strasbourg